# Burg Chałupki
Die Ruine der Burg Chałupki (deutsch: Burg Neuhaus) liegt auf dem Gebiet der Landgemeinde Kamieniec Ząbkowicki in der Woiwodschaft Niederschlesien in Polen.

## Geschichte
Die Burg Neuhaus wurde von Herzog Bolko I. von Jauer-Löwenberg zur Sicherung der Grenze gegenüber Böhmen errichtet. Da er dieses Gebiet erst 1291 erwarb und 1295 als Burggraf Peter von Liebenau genannt wird, muss ihre Gründung zwischen diesen genannten Jahren erfolgt sein.
Die Burg lag auf einem Hügel am linken Ufer der Glatzer Neiße, zwei Kilometer nordwestlich der bischöflichen Stadt Patschkau, unweit der böhmischen Grenze. Unterhalb des Burgareals entwickelte sich das gleichnamige Dorf.
Anfang des 15. Jahrhunderts gehörte die Burg zum Fürstentum Neisse und als Lehen des Breslauer Bischofs dem Sigismund von Reichenau, der auch Rachna genannt wurde. Er soll ein berüchtigter Abenteurer und Wegelagerer, seine Burg ein Raubritternest gewesen sein. In die Geschichte erstmals eingegangen ist Rachna 1438, als er während des Nachfolgestreits um den Besitz des Fürstentums Münsterberg das Kloster Heinrichau ausplünderte. Den Auftrag dazu soll er von der Fürstin Eufemie, die mit Friedrich von Öttingen verheiratet war, erhalten haben, deren Parteigänger Rachna gewesen sein soll. Eufemie war eine Schwester des letzten Münsterberger Piasten Johann, der 1428 bei der Schlacht bei Altwilmsdorf getötet worden war.
Im Sommer 1440 entführte Rachna vom Glatzer Schloss aus die älteste Tochter Anna des verstorbenen Landeshauptmanns Puta d. J. von Častolowitz. Hintergrund der Entführung war Rachnas Wunsch, durch eine mögliche Heirat mit Anna an einen Teil des Erbes ihres verstorbenen Vaters zu gelangen.
Nachdem Hynek Kruschina von Lichtenburg einige Wochen später Putas Besitzungen erwarb und dessen Witwe Anna von Kolditz heiratete, verlangte er in Verhandlungen vom Breslauer Bischof die Befreiung seiner Stieftochter und die Bestrafung Rachnas. Um seine Forderung zu bekräftigen, begann er mit Plünderungen im Bistumsland Neisse. Am 29. Dezember 1440 verpflichtete sich der Bischof, Rachna und dessen Bruder Kunze, der an der Entführung beteiligt war, zu enteignen und deren Vermögen an die Familie des entführten Mädchens zu übertragen. Da sich die Brüder Rachna und Kunze den Forderungen des Bischofs, vor seinem Gericht zu erscheinen, nicht beugten, belagerte Hynek Kruschina Anfang 1441 mit seinem Heer die Burg. Nach der Eroberung befreite er seine Stieftochter; dem Entführer Rachna und seinen Helfern gelang die Flucht auf die 22 Kilometer südlich gelegene bischöfliche Burg Kaltenštejn.
Hynek Kruschina eignete sich die Burg Neuhaus entsprechend der Zusage des Bischofs an und setzte dort eigene Schutzkräfte sowie einen Vogt ein. Da von der Burg aus weiterhin Raubzüge unternommen worden sein sollen, wurde die Burg vom Bischof von Breslau und verbündeten schlesischen Heeren gestürmt. Trotzdem blieb Neuhaus auch in der Folgezeit ein Raubritternest. Bischof Johannes V. Thurzo erstürmte sie 1509 von neuem und erwarb daraufhin Burg und Herrschaft Neuhaus.
1559 waren Burg und Herrschaft im Besitz von Hedwig von Promnitz, der Witwe des Ritters Heincze von Schaffgotsch auf Neuhaus und Hertwigswalde. Die nächsten Besitzer der Herrschaft waren die Herren von Maltitz und im 19. Jahrhundert wieder die Schaffgotsch, denen die Grafen Chamaré folgten.
Vermutlich im Dreißigjährigen Krieg wurde die Burg zerstört, jedenfalls wird sie danach nur als Ruine erwähnt. Reste der Befestigungsanlagen sind noch sichtbar. Der Burgturm wurde 1830 abgetragen.